# Niedermorschwihr
Niedermorschwihr (en alsacià Needermorschwihr) és un municipi francès, situat a la regió del Gran Est, al departament de l'Alt Rin. L'any 2004 tenia 568 habitants. Està situat a l'oest de Colmar, al costat de Turckheim.

## Demografia
| 1962 | 1968 | 1975 | 1982 | 1990 | 1999 |
| ---- | ---- | ---- | ---- | ---- | ---- |
| 455  | 554  | 553  | 620  | 609  | 585  |

## Administració
| Període | Identitat        | Partit |
| ------- | ---------------- | ------ |
| 2001-   | Michel Toussaint |        |